# Kathryn Ross
Kathryn Ross es una remera paralímpica australiana. Ha sido cuatro veces campeona mundial y participó en tres Juegos Paralímpicos de 2008 a 2016, ganando una medalla de plata en los Juegos Paralímpicos de 2008. Marcó el mejor tiempo del mundo en el evento PR2 1X del Campeonato Mundial de Remo de 2019.

## Biografía
Su pierna quedó afectada después de que su padre la atropellara accidentalmente con una cortadora de césped montable en la granja familiar en Warrnambool cuando tenía dos años. Tanto la rodilla derecha como las articulaciones del tobillo están fusionadas.

## Remo

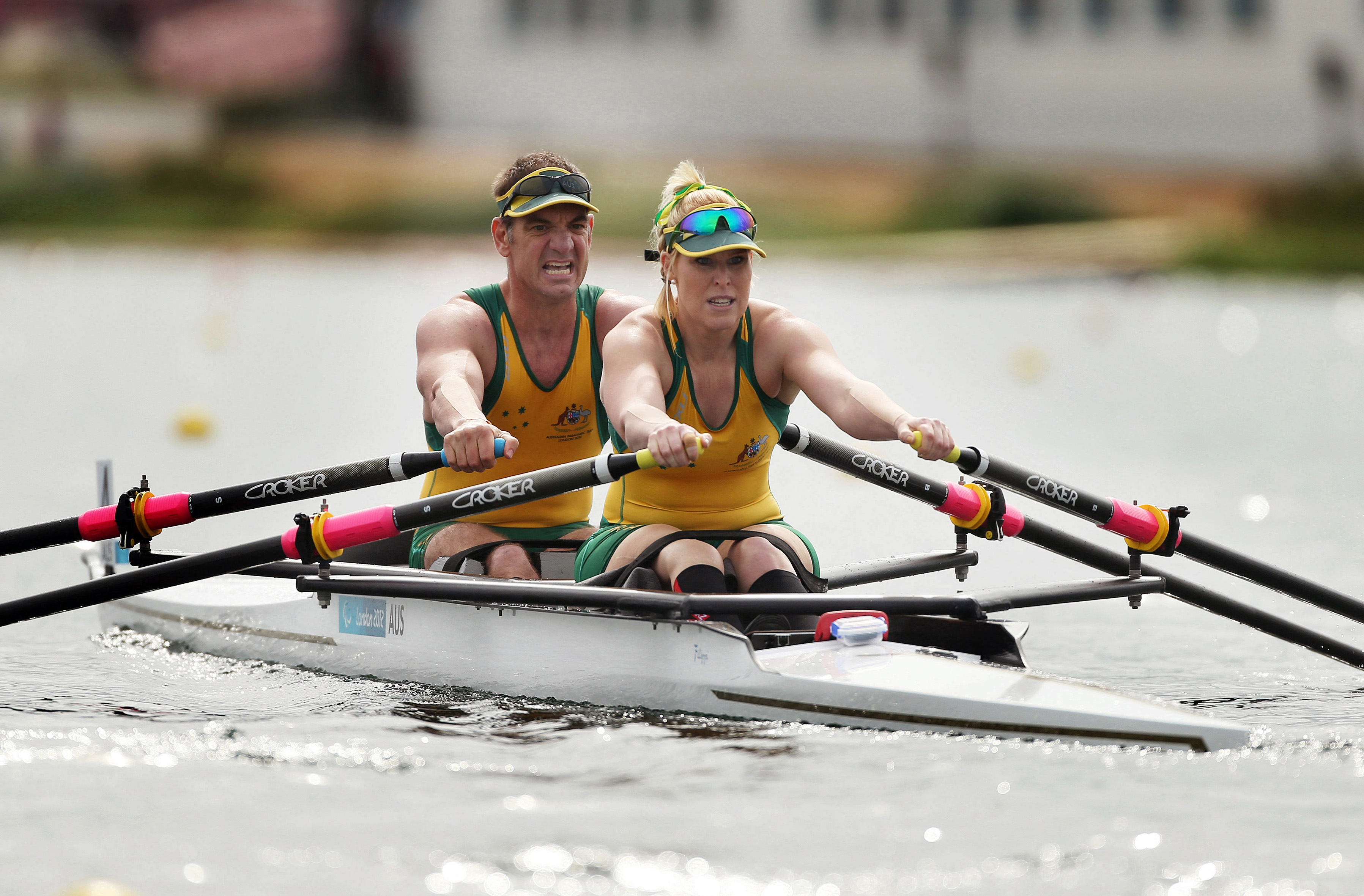
Ross y Gavin Bellis compitiendo en los Juegos Paralímpicos de Londres 2012

Comenzó a remar en 2006 y ganó en la categoría femenina individual en los campeonatos nacionales de 2007. Pertenece al club de remo de la Universidad Nacional Australiana. Se asoció con el ganador del campeonato masculino individual, John Maclean,  y ganó medallas de plata con él en el Campeonato Mundial de Remo de Munich 2007 y los Juegos Paralímpicos de 2008 en los eventos TA2x. Después del retiro de Maclean, se asoció con Grant Bailey y ganó una medalla de bronce con él en el Campeonato Mundial de Remo de Nueva Zelanda 2010. Cuando Maclean regresó al deporte en 2011, se asoció con él para ganar una medalla de bronce en el Campeonato Mundial de Remo de ese año en Bled, Eslovenia y dos medallas de oro en la Regata Internacional Adaptativa 2011 en Italia.  
Su compañero en los juegos Paralímpicos de Londres 2012 fue Gavin Bellis, quien fue ligeramente más rápido que Maclean en la regata internacional Gavirate en Italia en abril de 2012. No ganó medallas en los Juegos de 2012.
En el Campeonato Mundial de Remo de 2013 en Chungju, Corea del Sur, se asoció con Bellis para ganar la medalla de oro en el TAMix2x de doble scull mixto. Fueron entrenados por Gordon Marcks. Con Bellis, ganó medallas de oro consecutivas al ganar el TAMix2x de doble scull mixto en el Campeonato Mundial 2014 en Ámsterdam, Países Bajos. Esa victoria ocupó el puesto número 39 en la lista de momentos del Comité Paralímpico Internacional de 2014.
Como dúo ganaron su tercer título consecutivo de doble scull mixto TAMix2x en el Campeonato Mundial 2015 en Aiguebelette, Francia. Ross y Bellis terminaron segundos en la final mixta de doble scull TAMix2x B en los Juegos Paralímpicos de Río 2016.
Después de un descanso, Ross regresó al equipo senior australiano en 2019 a tiempo para el Campeonato Mundial de Remo de 2019. en Linz, Austria donde ganó una final preliminar y luego la final A para reclamar el cuarto título de su carrera en el Campeonato Mundial.

## Reconocimientos
- 2011 - Premio al logro deportivo del Instituto Australiano del Deporte.[13]
- 2013 - Equipo Adaptado del año en el mundial de remo, junto a su compañero Gavin Bellis[14]
- 2014 - Atleta femenina del año de Rowing Australia[15]
- 2019 - Paraatleta del año de Rowing Australia[16]
- 2019 - CBR Sports Awards - Para deportista del año[17]